# メールマイゼル
メールマイゼル (ドイツ語: Mehlmeisel) は、ドイツ連邦共和国バイエルン州バイロイト郡（オーバーフランケン行政管区）に属する町村（以下、本項では便宜上「町」と記述する）。

## 地理

### 位置
メールマイゼルは、フィヒテル山地自然公園内の、フィヒテルナープ川上流域に位置する。

### 自治体の構成
この町は、公式には10の地区 (Ort) からなる。このうち小集落や孤立農場などを除く集落を以下に列記する。
- エルルローエ
- メールマイゼル
- ミッターリント
- ノイグリュン
- リヒャルツフェルト
- ウンターリント

## 歴史
この集落は1283年に初めて文献に現れる。現在はオーバーフランケン行政管区に属するメールマイゼルだが、15世以来ヒルシュベルク男爵領と一部はバイエルン選帝侯に属していた。メールマイゼルは、エプナート・ホーフマルクの一部となった。このホーフマルクは、1818年に領主裁判所となって、1848年に廃止された。

### 人口推移
この自治体の領域の人口は、1970年 1,615人、1987年 1,461人、そして2000年 1,447人であった。

## 行政

### 議会
この自治体の議会は、12議席。

### 首長
2014年からフランツ・タウバー (Freie Wählergemeinschaft Mehlmeisel) が町長を務めている。

## 文化と見所
メールマイゼルは州内では有名な保養地である。

### レクリエーション
- 近郊保養地 「バイロイター・ハウス」
- 森の博物館
- メールマイゼル森の家
- 森の情報センター

### スポーツ
- スキー施設「クラウゼンリフト」

### 組織
- メールマイゼル山岳遭難対策会

## 引用
1. ↑  https://www.statistikdaten.bayern.de/genesis/online?operation=result&code=12411-003r&leerzeilen=false&language=de Genesis-Online-Datenbank des Bayerischen Landesamtes für Statistik Tabelle 12411-003r Fortschreibung des Bevölkerungsstandes: Gemeinden, Stichtag (Einwohnerzahlen auf Grundlage des Zensus 2011)
2. ↑  Bayerische Landesbibliothek Online